# 長鰭擬雀鯛
長鰭擬雀鯛，為鱸形目鱸亞目擬雀鯛科的其中一種，為熱帶海水魚，分布於西印度洋索馬利亞及阿曼庫里亞穆里亞群島海域，深度10-65公尺，本魚體延長而側扁，頭部及身體灰色，備部黑色，腹部黃棕色至淡粉紅色，背鰭硬棘3枚、背鰭軟條26枚、臀鰭硬棘3枚、臀鰭軟條15枚，體長可達10.4公分，棲息在珊瑚礁或岩礁區，生活習性不明。

## 擴展閱讀
維基物種上的相關：長鰭擬雀鯛